# Drosophila pisonia
Drosophila pisonia este o specie de muște din genul Drosophila, familia Drosophilidae, descrisă de Hardy și Kaneshiro în anul 1971. Conform Catalogue of Life specia Drosophila pisonia nu are subspecii cunoscute.